# 11152 Oomine
11152 Oomine este un asteroid care intersectează orbita planetei Marte.

## Descriere
11152 Oomine este un asteroid care intersectează orbita planetei Marte. El prezintă o orbită caracterizată de o semiaxă mare de 2,19 ua, o excentricitate de 0,24 și o înclinație de 3,6° în raport cu ecliptica.